# Olympia (Marte)
Olympia  è una caratteristica di albedo della superficie di Marte.